# Valle de Besiberri
El valle o vall de Besiberri es un valle situado en el norte término municipal de Vilaller, en la comarca de la Alta Ribagorza (Lérida). 

## Descripción
Por el valle de Besiberri discurre el barranco de Besiberri, que desemboca en el río Noguera Ribagorzana, en el límite oeste del valle. A una altitud de 1.985 metros se encuentra el lago glaciar del estany de Besiberri y en el mismo valle se encuentra el refugio vivac de Besiberri (2.221 m).
El valle de Besiberri limita al norte con el valle de Conangles (Valle de Arán) a través de la cadena montañosa del Molar Gran, en la que destacan los picos Tuc de Contesa (2.780 metros) y Tuc des Estanyets (2.887 metros). 
Al este limita con el valle de Bohí a través del macizo del Besiberri, en el que destacan los picos del Besiberri Norte (3.015 metros), Besiberri Sur (3.024 metros) y el Comaloformo (3.029 metros), siendo los picos de mayor altitud del valle de Besiberri.
Al sur limita con los picos del Tossal d'Escobedieso (2.762 metros) y la Punta Senyalada (2.951 metros). 
El valle de Besiberri está incluido en la zona periférica del Parque nacional de Aiguastortas y Lago de San Mauricio.

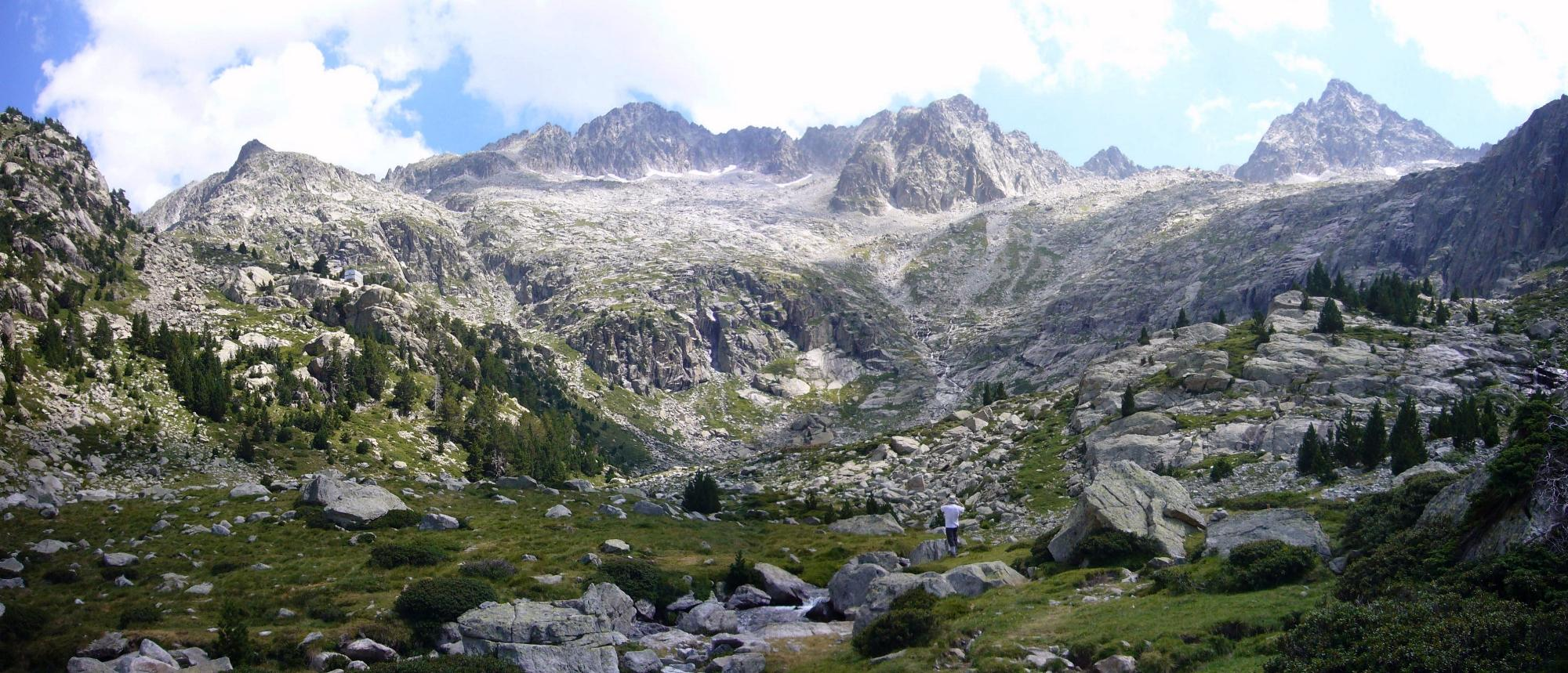
Macizo del Besiberri visto desde el valle de Besiberri